# Puente de hierro sobre el Júcar en Alcira

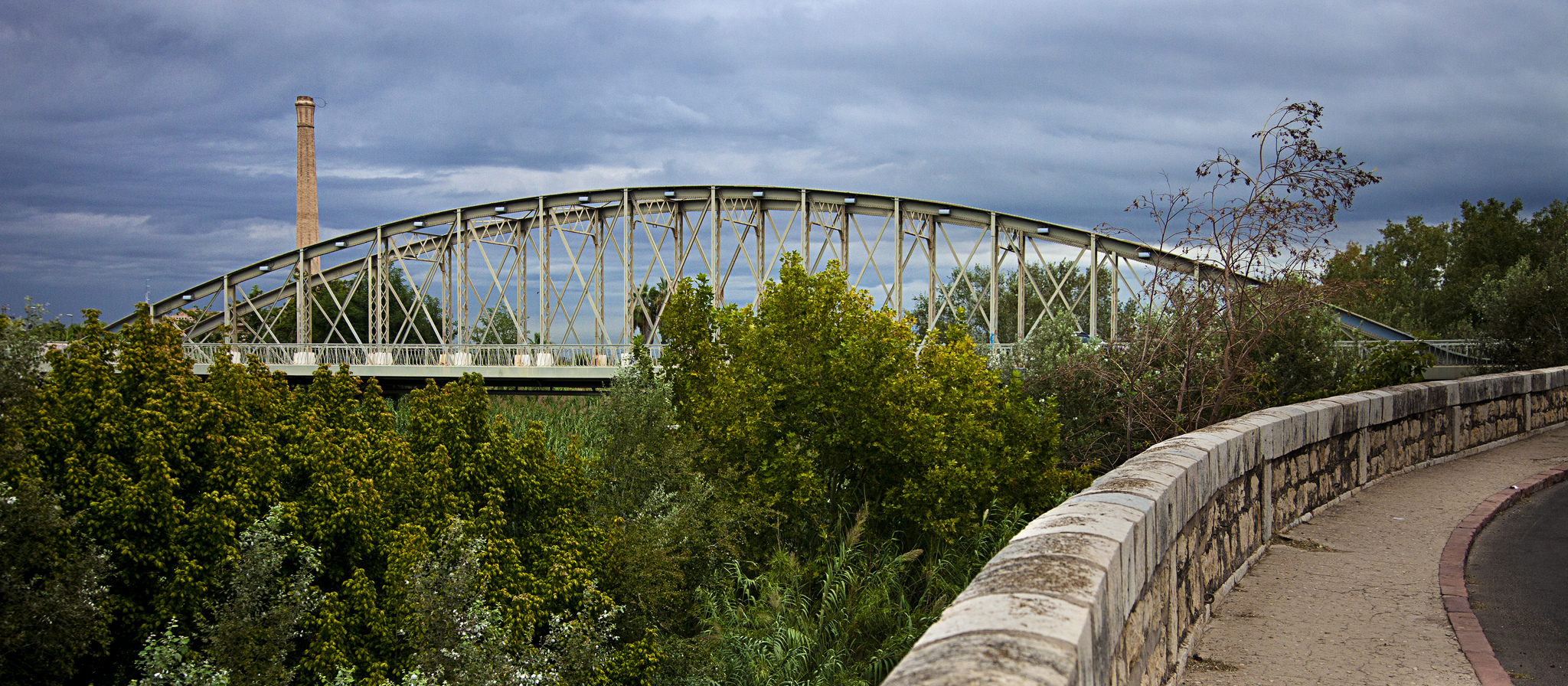

El puente de hierro sobre el Júcar en Alcira es un puente que une el centro de la ciudad con el barrio de Les Barraques, en el municipio de Alcira. Es Bien de Relevancia Local con identificador número 46.20.017-025.

## Historia
La necesidad de este puente surgió a consecuencia de la inundación del día de San Carlos de 1864. La Dirección General de Obras Públicas del Estado encargó el proyecto en 1899 a Enrique González Granda. La obra no se inició hasta 1911, finalizándose y siendo inaugurado  en 1918. Sustituyó al puente de San Gregorio, que había sido construido en el siglo XIV, que pervivió hasta 1921, y al que se atribuía el hecho de que el casco urbano se inundase en caso de crecidas. El puente llevó inicialmente el nombre de su antecesor.
En 1986 fueron reforzados los estribos. En 1995 se reparó y pintó la estructura metálica.
El puente forma parte del Camino de Santiago de Levante.

## Descripción

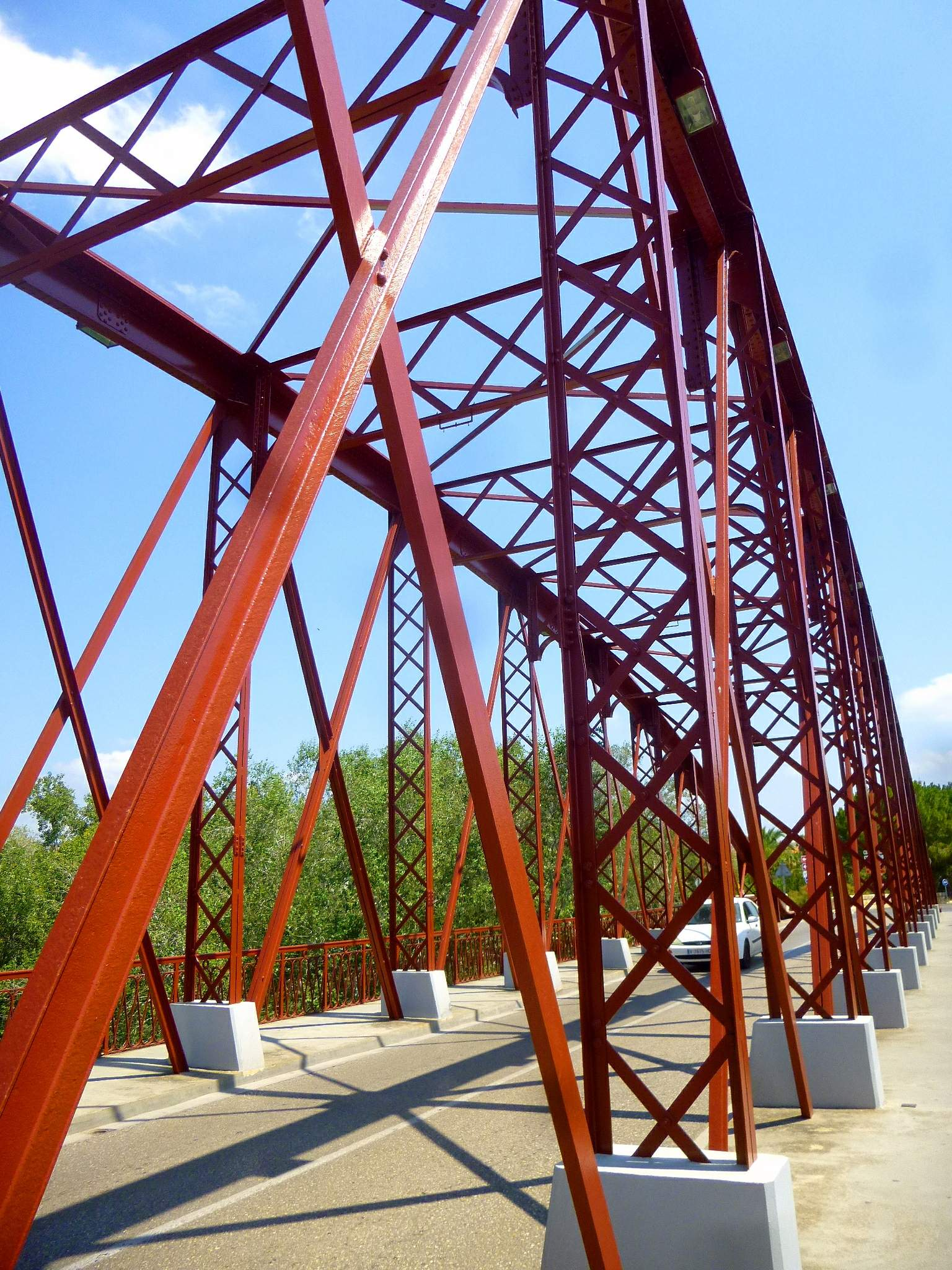
Detalle de la estructura

Se trata de un puente de un solo arco atirantado estilo de arco de cuerda. Consta de un tramo de 72 metros de luz apoyado en potentes muros de contención. La plataforma está sujetada por dos arcos tirantes paralelos, separados 6,01 metros entre sí. La altura de los arcos es de 8,90 m. La estructura está reforzada por 32 vigas verticales acopladas transversalmente, en forma de cruz de San Andrés. En sus extremos la obra descansa sobre de unas rótulas metálicas que están encastradas en los contrafuertes de piedra de sillar.